# Okręty podwodne projektu 945

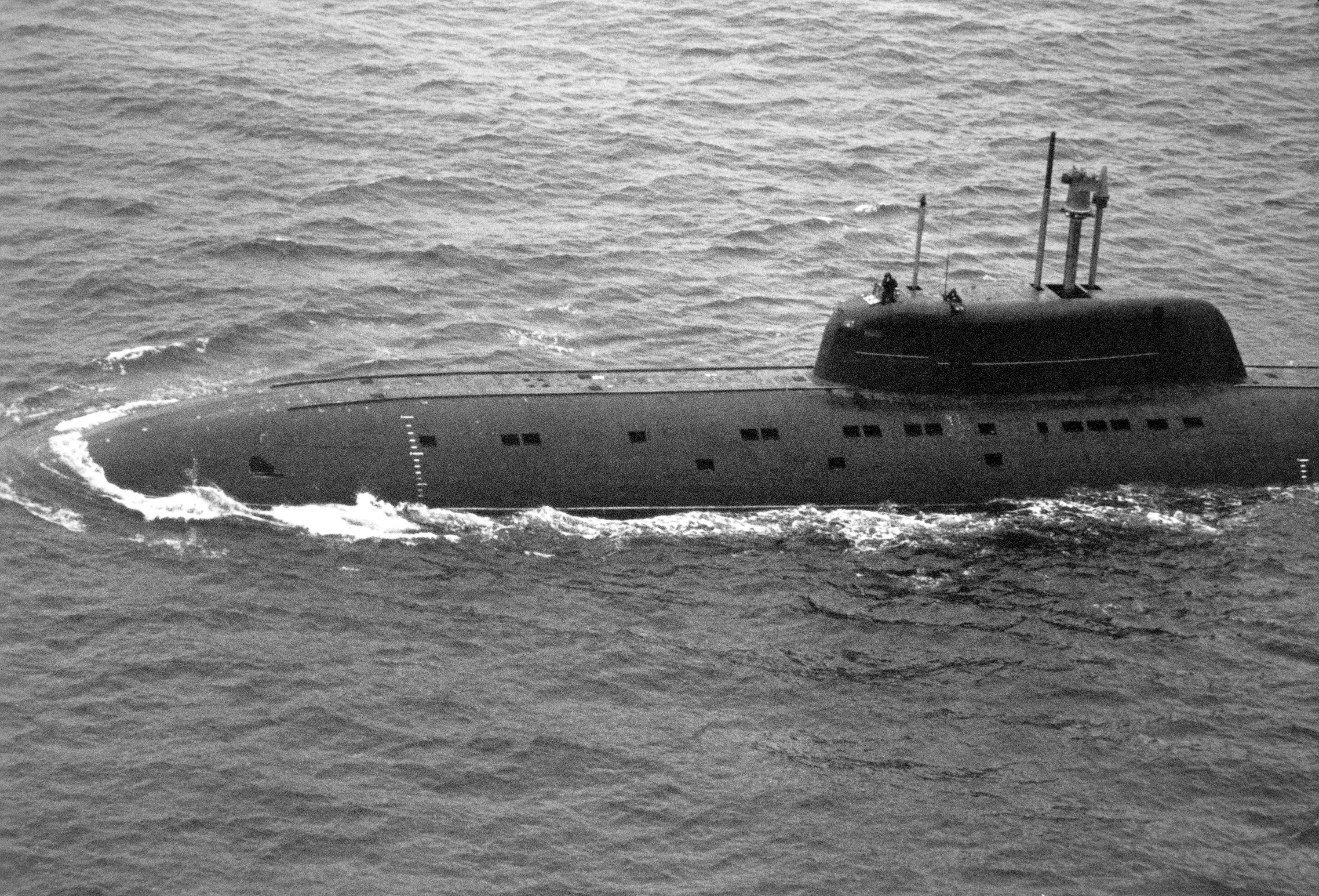
Sierra na morzu

Okręty podwodne projektu 945 (typu Barrakuda / Kondor, NATO: Sierra) – radzieckie atomowe okręty podwodne należące do tzw. okrętów myśliwskich, przeznaczone do zwalczania jednostek pływających przeciwnika (nawodnych lub podwodnych).
Wyróżnia się dwie wersje jednostek tego typu:
- 945 Barrakuda (Sierra I)
- 945A Kondor (Sierra II)

## Historia
Prace nad projektem 945 rozpoczęły się w marcu 1972 w 112. Biurze Projektowym „Lazurit”. Nowa konstrukcja w założeniu miała stać się głównym okrętem myśliwskim w siłach Marynarki Wojennej ZSRR. Przy jej opracowywaniu wykorzystano doświadczenia zdobyte przy budowie pojedynczego okrętu typu Mike (K-278 „Komsomolec”). Pierwotnie planowano zbudowanie 40 okrętów tego typu, ale wysokie koszty produkcji sprawiły, że jedynie 4 jednostki weszły do służby w latach 1984–1993. W miejsce kolejnych jednostek zdecydowano się wprowadzić tańsze okręty typu Akuła.

## Opis
Projekt 945, podobnie jak typ Alfa, wyposażony został w tytanowy kadłub sztywny, który był głównym czynnikiem wpływającym na wysokie koszty produkcji. Kadłuby produkowane były w stoczni Krasnoje Sormowo w Niżnym Nowogrodzie i następnie transportowane wodami śródlądowymi do Siewierodwińska, gdzie dokonywano ich końcowej obróbki. Do napędu użyto reaktor OK-650, taki sam jak w okrętach typu Akuła i Mike.
Główne modyfikacje, którym poddano konstrukcję w ramach projektu 945A (Sierra II) to przede wszystkim powiększony kadłub – długość okrętu zwiększyła się o 5 metrów, a długość kiosku o 6 metrów. Przedłużenie kadłuba pozwoliło na powiększenie przedziału mieszkalnego oraz zainstalowanie dodatkowych elementów poprawiających wyciszenie okrętu. Zwiększenie kiosku umożliwiło montaż dwóch kapsuł ratunkowych (jednostki typu Sierra I wyposażone były w jedną kapsułę) przystosowanych do wynurzenia z głębokości do 1500 metrów. Zainstalowano również nowy, podobny do amerykańskich konstrukcji sonar, a przedział torpedowy został zmodyfikowany w celu przystosowania go do pocisków S-10 Granat. W konstrukcji tego typu okrętów, ostatecznie wykorzystano technologie pochodzące z zarzuconego projektu ultra-cichych okrętów 991.

## Uzbrojenie
Okręty typu Sierra zostały wyposażone w 8 wyrzutni torpedowych (4 kalibru 533 mm oraz 4 kalibru 650 mm), które mogą wykorzystywać różne rodzaje uzbrojenia:
- Strategiczne pociski rakietowe dalekiego zasięgu S-10 Granat (w kodzie NATO SS-N-21 Sampson).
- Pociski przeciwokrętowe RPK-6 Vodopad / RPK-7 Vorobei (SS-N-16 Stallion).
- Torpedy superkawitacyjne VA-111 Szkwał.
- Torpedy typu 65, SET-72, TEST-71M, USET-80.
- 42 miny.

## Wykaz jednostek

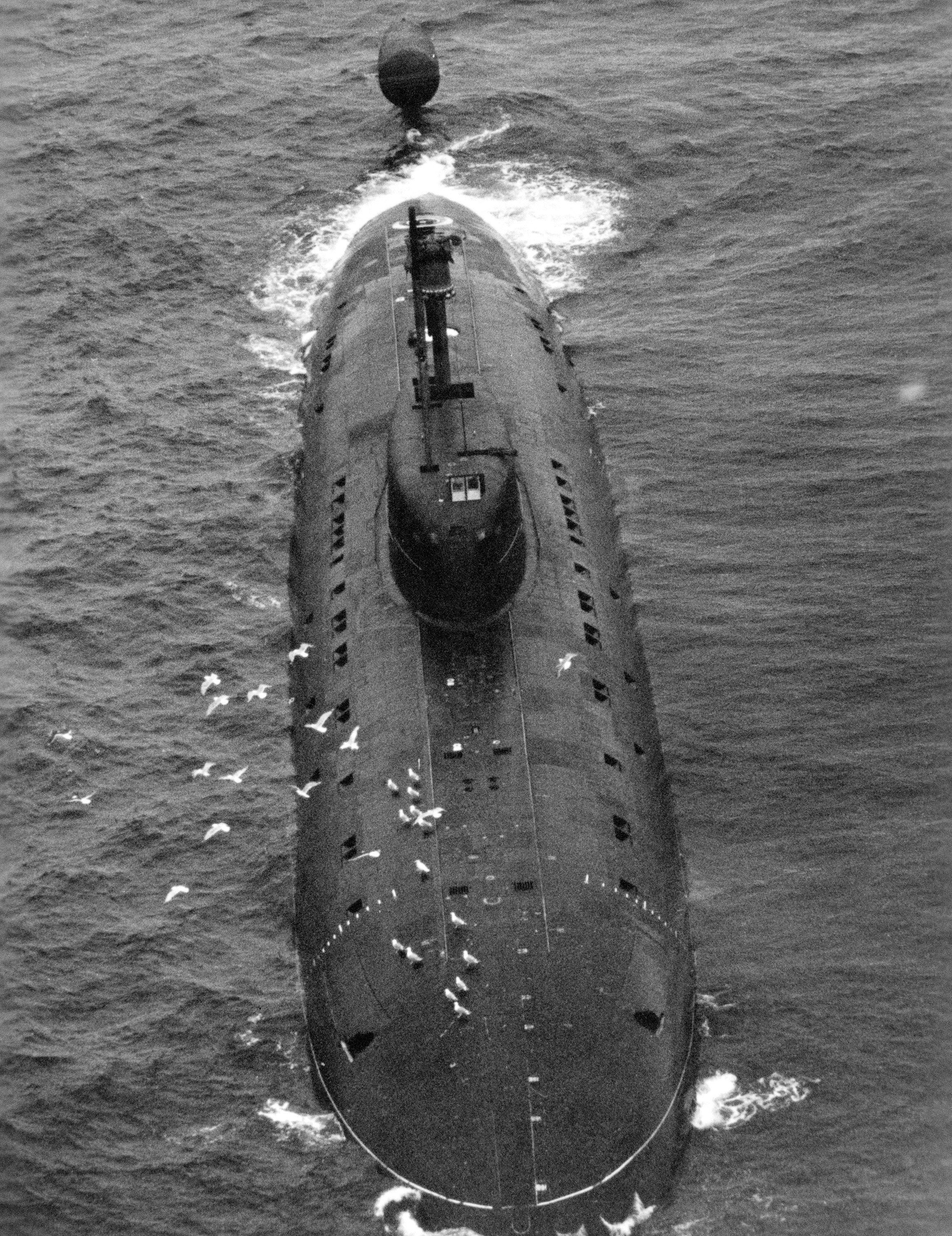
Sierra – widok z góry

Sierra I
- K-239 „Tuła”

Położenie stępki: 20 lipca 1979
Wodowanie: 29 lipca 1983
Wcielenie do służby: 29 września 1984
Wycofanie ze służby: 30 maja 1998
Wcześniejsza nazwa okrętu: „Karp”
11 lutego 1992 K-239 został przypadkowo staranowany przez amerykański okręt podwodny typu Los Angeles – USS „Baton Rouge” (SSN-689) patrolujący Morze Barentsa w pobliżu Siewieromorska. Szczegóły kolizji nigdy nie zostały podane do publicznej wiadomości. Obydwa okręty o własnych siłach powróciły do swoich baz, lecz „Baton Rouge” został rok później skreślony ze stanu floty.
- K-276 „Kostroma”

Położenie stępki: 21 kwietnia 1984
Wodowanie: 26 lipca 1986
Wcielenie do służby: 27 października 1987

Poprzednia nazwa: „Krab”
Sierra II
- K-534 „Pskow”

Położenie stępki: 15 lutego 1986
Wodowanie: 8 lipca 1989
Wcielenie do służby: 26 grudnia 1990
Wcześniejsza nazwa okrętu: „Zubatka”
5 marca 2003, podczas kapitalnego remontu w suchym doku, na skutek prac spawalniczych zapaliło się drewniane rusztowanie, którym obudowany był kadłub okrętu. W wyniku pożaru uszkodzona została wytłumiająca dźwięki warstwa gumy, którą pokryty był kadłub.
- K-336 „Niżnyj Nowgorod”

Położenie stępki: 29 lipca 1989
Wodowanie: 28 lipca 1992
Wcielenie do służby: 12 sierpnia 1993
Wcześniejsza nazwa okrętu: „Okuń”